# Scammell Scarab

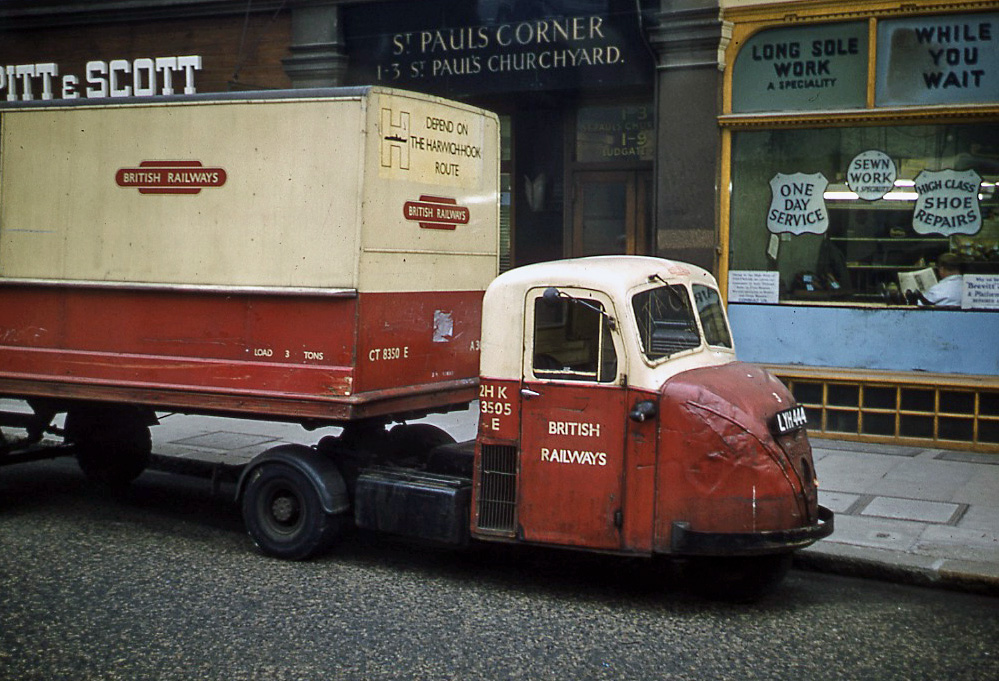
Scammab Scamab на британской железной дороге, Лондон, 1962.

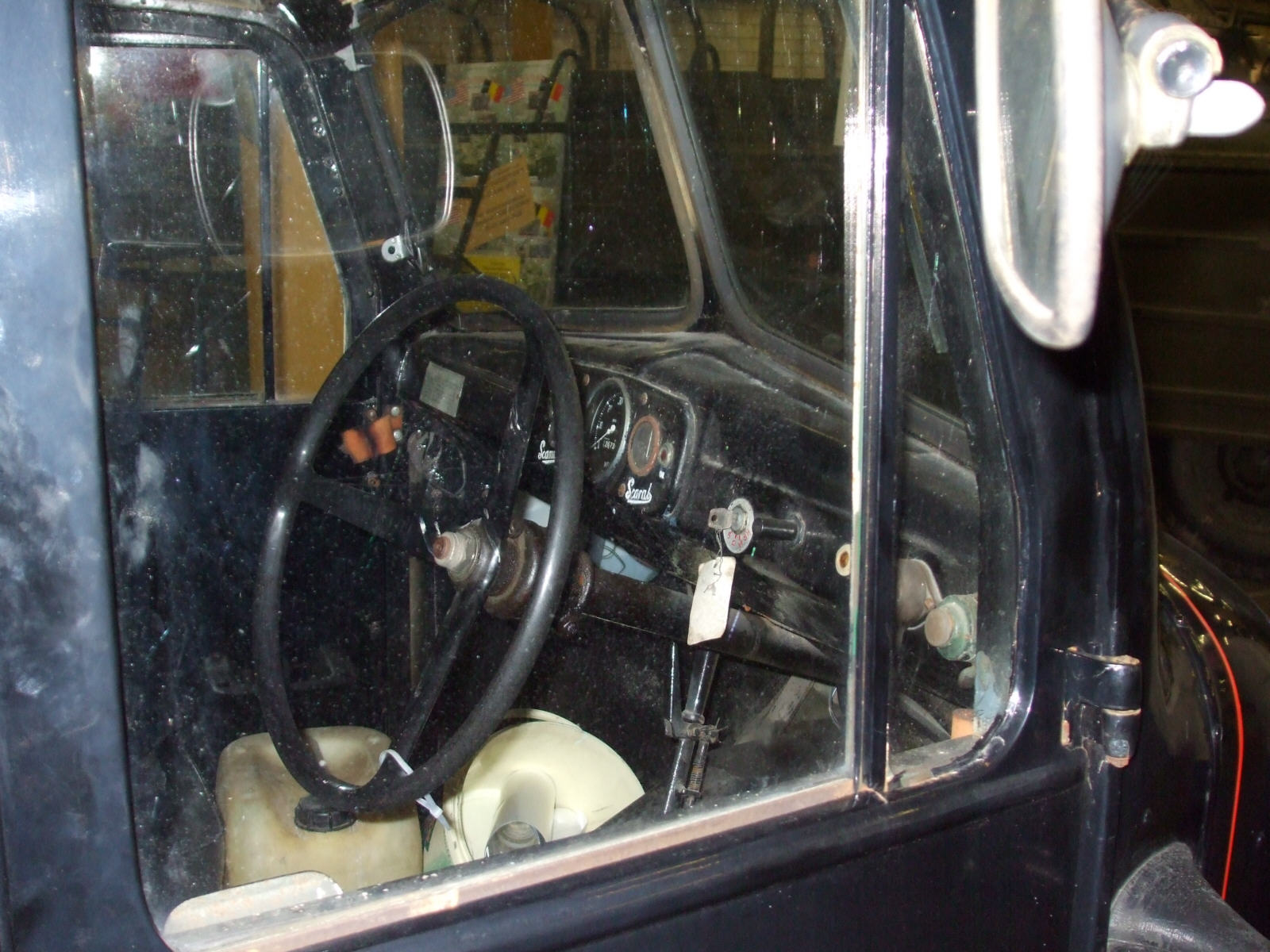

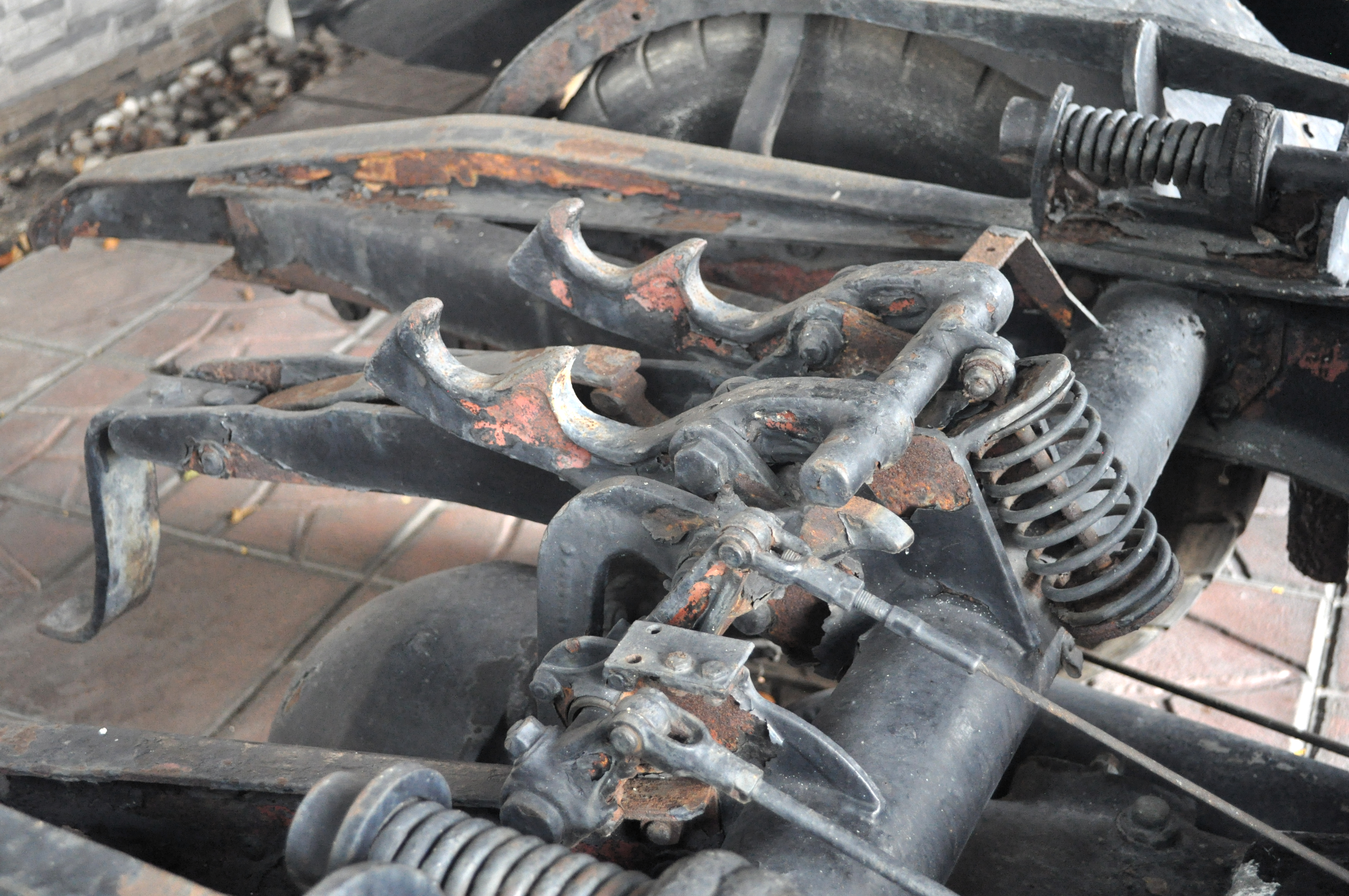

Scammell Scarab — британский трехколесный тягач, произведенный производителем грузовиков Scammell в период с 1948 по 1967 год. Его название, как принято считать, является отсылкой на название округлой дамской шляпы, напоминающей надкрылья жука скарабея, но название на самом деле происходит из более традиционного источника, от идеи разработчика Скаммелла о сочетании арабской лошади (которую заменила т.н. механическая лошадь в великобритании) и слова Скаммелл. Sca-rab = Scarab. Об этом говорит официальный рекламный фильм Scammell Lorries Ltd. Тягач был чрезвычайно популярен для использования на британских железных дорогах и других в компаниях, которые осуществляли поставки в застроенных районах. Уникально маневренные, они могли развернуться буквально «на пятачке», благодаря чему были популярны в некоторых специфических отраслях грузоперевозки. Министерство обороны также использовало «скарабей» и прицепы для преимущественно внутреннего транспорта на крупных военных базах.